# Beccles
Beccles ist eine britische Kleinstadt in Suffolk, East Anglia (Ostanglien), England. Sie hat den Status einer Gemeinde (Parish) und trägt den Titel einer Town.

## Geographie
Beccles liegt im Distrikt East Suffolk im nordöstlichen Suffolk am rechten Ufer des Flusses Waveney. Er ist hier Teil eines ausgedehnten Feuchtgebietes, der Norfolk Broads. Da der Waveney die Nordgrenze von Suffolk bildet, grenzt Beccles an die Grafschaft Norfolk.
Benachbarte Gemeinden von Beccles sind, beginnend im Osten und dann im Uhrzeigersinn, Worlingham, Weston, Ringsfield, Barsham, Gillingham und Aldeby. Die beiden letztgenannten liegen auf dem Gebiet von Norfolk. Die nächsten größeren Städte sind Lowestoft in 15 und Great Yarmouth in 20 km Entfernung, beide liegen an der ostenglischen Nordseeküste. Nach Norwich, dem Verwaltungssitz von Norfolk, sind es 26, zum Verwaltungssitz von Suffolk, Ipswich, 53 und zur britischen Hauptstadt London etwa 160 km.
Die Einwohnerzahl lag zum Zeitpunkt der Volkszählung 2011 bei 10.123, 2017 bei geschätzten 10.317. Die Fläche der Gemarkung von Beccles beträgt 8,24 km², der GSS-Code der Stadt lautet E04009485.

## Geschichte
Bereits 1000 Jahre v. u. Z. bestand im Bereich von Beccles ein befestigter Übergang durch das Feuchtgebiet, dessen Überreste 2006 entdeckt und archäologisch untersucht wurden. Er wurde auch während der Römerzeit und mindestens bis in das 4. Jahrhundert genutzt.
In früher angelsächsischer Zeit war die Stadt wegen ihrer Lage am Waveney ein wichtiger Hafen. Seit der Zeit König Edwys war die Abtei St Edmund am Ort begütert. Das Domesday Book, entstanden im späten 11. Jahrhundert, nennt als Grundherren die Abtei und Gyrth Godwinson sowie in dessen Nachfolge König Wilhelm. Es berichtet von 120 Haushalten, was die Siedlung als verhältnismäßig groß gelten lässt.
Im Verlauf des Aufstands der Grafen 1075 ließen sich 24 Händler, die aus Furcht vor Bestrafung aus Norfolk geflohen waren, in Beccles nieder. Der bereits bestehende Handel mit gefangenen Heringen erhielt dadurch einen deutlichen Aufschwung.

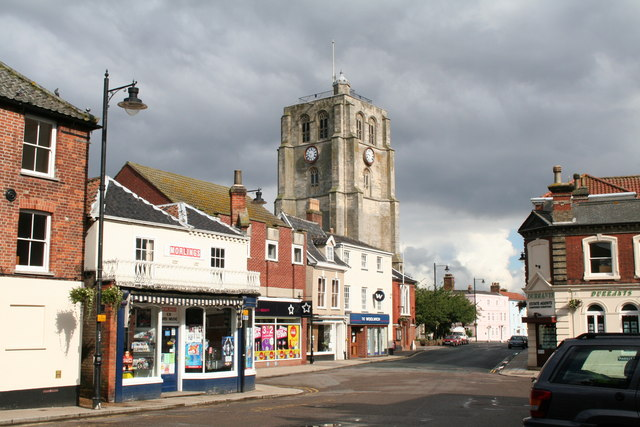
Innenstadt mit dem Glockenturm

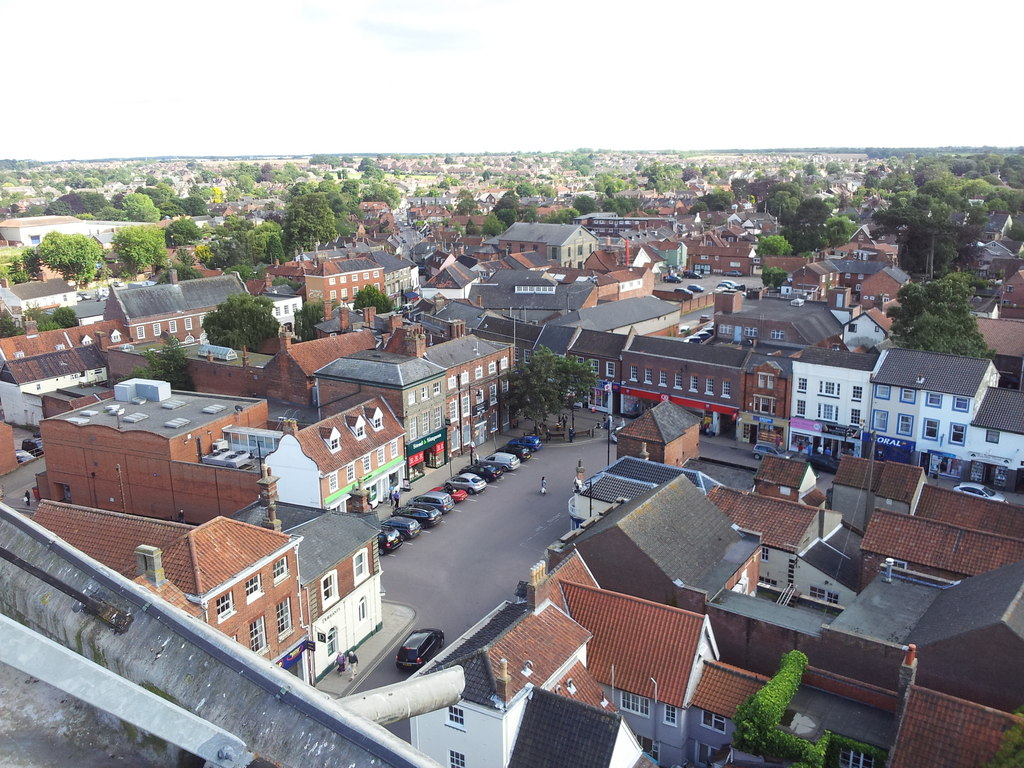
Blick vom Glockenturm auf den New Market

Einen Markt besaß Beccles mindestens seit 1066. Rechte und Pflichten teilten sich, Stand 1086, die Abtei und die Krone im Verhältnis drei zu eins. 1205 erhielt Beccles vom Abt zusätzlich das Recht zur Abhaltung einer jährlichen Messe verliehen, jeweils acht Tage dauernd mit Beginn am 29. Juni, dem Festtag Peter und Pauls. Ursprünglich befand sich der Markt im Norden der Altstadt näher am Fluss bei der, heute nicht mehr bestehenden Kapelle St Peter. Im 14. Jahrhundert wurde er nach Süden auf höher gelegenes Terrain verlagert, dort entstand der New Market. Zwischen beiden wurde der 1540 fertiggestellte, freistehende Glockenturm von St Michael errichtet, heute ein Wahrzeichen der Stadt. Am Old Market wurden unter Maria I. in den 1550er Jahren drei Menschen, die ihrem Glauben nicht hatten abschwören wollen, auf dem Scheiterhaufen hingerichtet.
Erstmals urkundlich erwähnt wurden 1267 ein Leprakrankenhaus, das bis 1674 bestand, sowie 1268 eine Brücke. Außerdem ist das Bestehen einer Schwanenzucht des Klosters nachgewiesen.
Die Auflösung der englischen Klöster betraf auch die Abtei St Edmund. Ihre Besitztümer und Rechte fielen 1539 an die Krone, die sie nachfolgend in unterschiedliche Hände vergab. 1584 bekam Beccles von Elisabeth I. die Stadtrechte verliehen. Am 29. November 1586 kam es zu einem Brand, der größere Teile der Stadt zerstörte. Ursächlich für das Ausmaß waren ein starker Wind sowie die Tatsache, dass der Fluss gefroren war und daher zu wenig Wasser zum Löschen zur Verfügung stand.
Mit der Stadtrechtsverleihung verbunden waren die Genehmigung zur Durchführung der lokalen Rechtsprechung sowie die Einrichtung eines Gefängnisses. 1684 wurde in der Stadt ein Armenhaus eröffnet. Im Rahmen des Armengesetzes wurde nach einer lokalen Umstrukturierung 1767 im westlich gelegenen Shipmeadow ein Arbeitshaus fertiggestellt, das zugleich auch für die anderen Gemeinden des Bezirks Wangford zuständig war. Am alten Standort entstand stattdessen ein Zuchthaus. Dieses wurde, wie auch das Gefängnis, 1863 geschlossen, da die Gerichtssitzungen nach Ipswich verlagert worden waren.
Nach einem unter Georg III vom britischen Parlament verabschiedeten Beschluss wurden in Beccles Ende des 18. Jahrhunderts unter anderem die Straßen gepflastert und mit einer Beleuchtung versehen. Ein 1819 eröffnetes Theater wurde 1848 in eine Halle zum Handel mit Getreide umgewandelt. 1822 erhielt Beccles erneut eine Einrichtung zur Behandlung von Kranken (englisch Dispensary), die 1873 zum Krankenhaus erweitert wurde. Ab 1837 bestand ein Gaswerk, das unter anderem die bestehenden 107 Straßenlampen versorgte. Zum Ende des 19. Jahrhunderts erlebte Beccles einen deutlichen Bevölkerungszuwachs, die Einwohnerzahl stieg zwischen 1871 und 1901 von 4844 auf 6898. Dieser Wert sollte bis nach dem Zweiten Weltkrieg etwa konstant bleiben, 1951 wurden 6870 Einwohner gezählt.

## Beccles heute

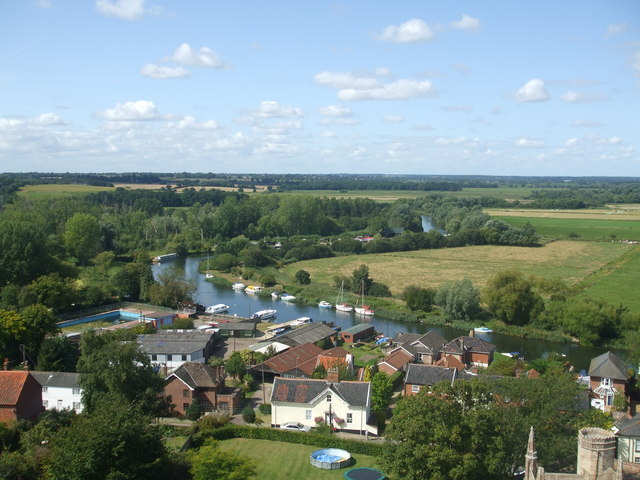
Blick vom Glockenturm über den Fluss

Beccles gilt heute als Unterzentrum eines weitgehend ländlichen Umfeldes, das nur zur Küste hin eine gewisse Verdichtung erfährt. Das Geschäftszentrum der Stadt bildet der New Market mit einer angrenzenden Fußgängerzone. Für den Tourismus von Bedeutung sind der kleine Hafen, von dem aus Ausflugsfahrten mit dem Schiff auf dem Waveney gemacht werden können sowie der Glockenturm von St Michael, der Ausblicke in die weitere Umgebung ermöglicht. Unter den regelmäßig durchgeführten Veranstaltungen ist seit 2004 auch ein Entenrennen.
Beccles besitzt ein Gesundheitszentrum in der Stadtmitte mit einem Ärztehaus und einem kleinen Pflegeheim. Das nächstgelegene Krankenhaus ist in Gorleston. Die religiösen Bedürfnisse der Bewohner der Stadt decken sieben Kirchengemeinden ab. Davon sind St Luke und St Michael anglikanisch, St Benet katholisch. Hinzu kommen Baptisten, Quäker, die United Reformed Church und die evangelikale New Life Christian Fellowship. In Beccles besteht außerdem eine Niederlassung der Heilsarmee.
Neben mehreren Grundschulen weist Beccles zwei weiterführende Schulen auf, die eine öffentlich, die andere privat. Das Heimatmuseum ist im denkmalgeschützten Leman House untergebracht. Beccles besitzt auch eine öffentliche Bibliothek und ein Freibad, das Beccles Lido.

## Politik und Verwaltung

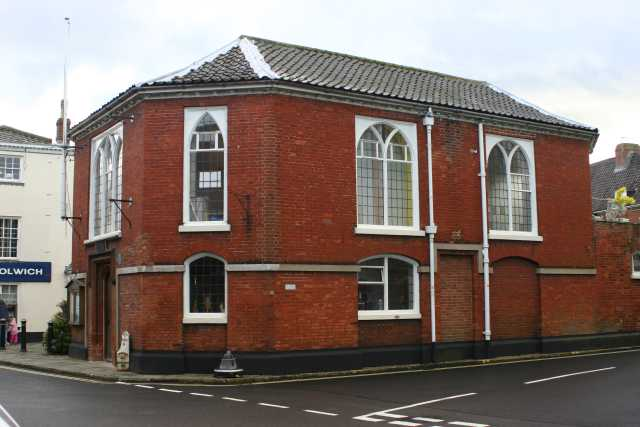
Das Rathaus von Beccles

Im System der traditionellen Grafschaften Englands zählte die Stadt innerhalb Suffolks zur Wangford Hundred. Ab 1835 war Beccles als Municipal Borough eingestuft. Mit Inkrafttreten des Local Government Act 1972 im April 1974 ging dieser im Distrikt Waveney auf, zugleich erhielt Beccles als sogenanntes „Successor Parish“ den Status einer Gemeinde, die den Titel einer Town trägt. Aufgrund der Fusion Waveneys mit Suffolk Coastal liegt Beccles seit April 2019 im Distrikt East Suffolk.
Beccles hat einen sechzehnköpfigen Gemeinderat, den Town Council, der von einem jährlich aus den eigenen Reihen neu gewählten Bürgermeister, dem Town Mayor, geleitet wird. Er hat seinen Sitz im Rathaus, der Town Hall, einem denkmalgeschützten Backsteinbau aus der 2. Hälfte des 18. Jahrhunderts.
Beccles pflegt seit 1987 eine Städtepartnerschaft mit dem nordfranzösischen Petit-Couronne und ist außerdem Ahlem, einem Stadtteil von Hannover, freundschaftlich verbunden.

## Bauwerke
Insgesamt 148 Bauwerke und Anlagen auf dem Stadtgebiet werden als kulturhistorisch bedeutsam eingestuft. Dies sind als Listed Building in der höchsten Kategorie I die Kirche St Michael, deren getrennt stehender Turm, die Häuser St Peter’s House, Leman House und Waveney House sowie das Herrenhaus Roos Hall. Hinzu kommt das Northgate House in der Kategorie II*, die übrigen 141 sind in die Kategorie II eingestuft.

## Verkehr

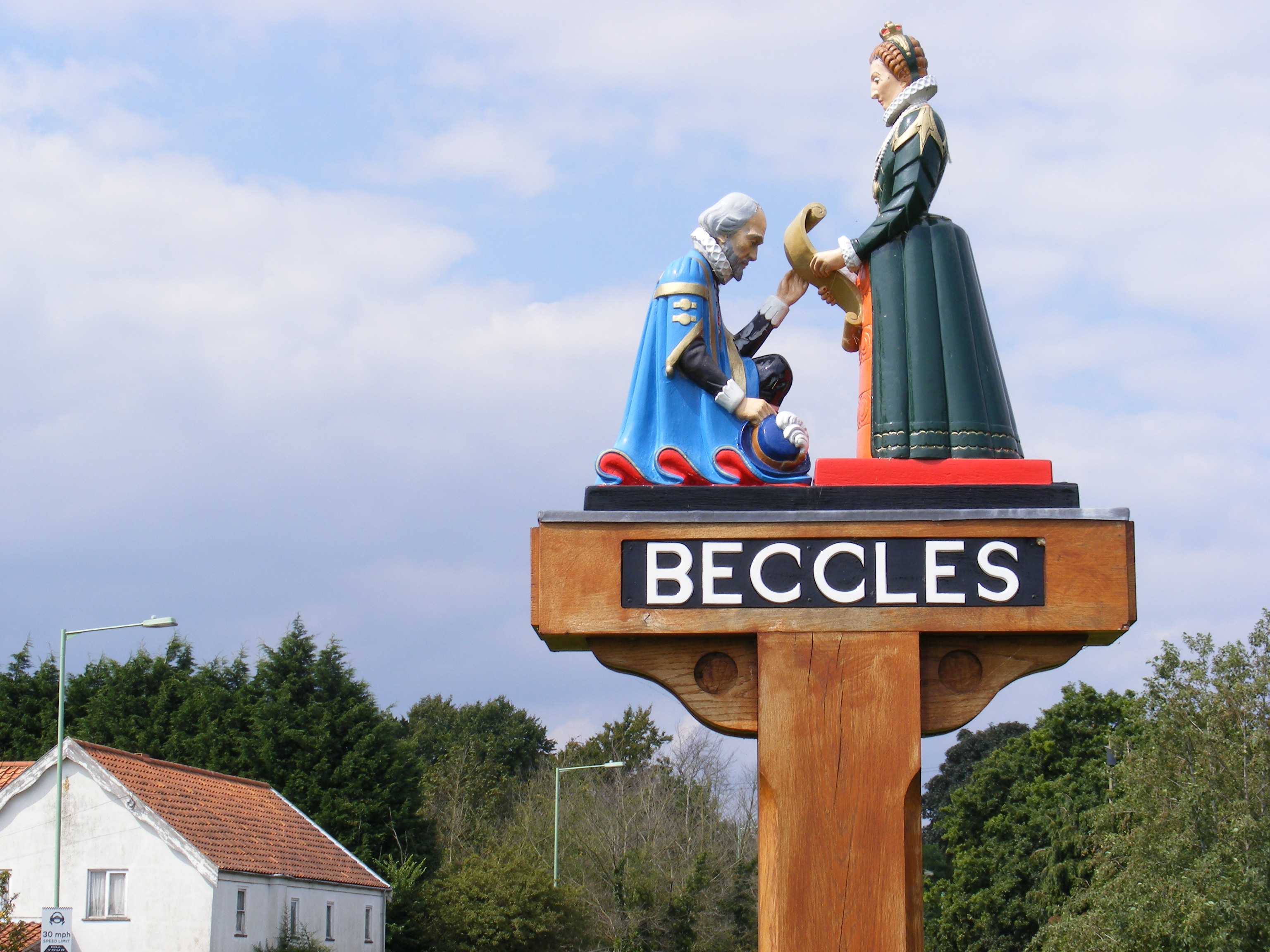
Ortstafel am Stadtrand

Im Norden von Beccles trifft die vom südlich gelegenen Blythburgh heranziehende A145 auf die von Norwich nach Lowestoft führende A146. Die an mehreren der Zufahrtstraßen aufgestellten Ortstafeln zeigen die Übergabe der Stadtrechtsurkunde von Königin Elisabeth I. an John Baas, den Town Reeve von Beccles. Es sind Repliken eines Originals aus dem Jahre 1936, das im Heimatmuseum zu sehen ist.
Beccles besitzt einen Bahnhof an der 1854 eröffneten, von Ipswich nach Lowestoft führenden East Suffolk Line. Sie wird seit 2012 von Abellio Greater Anglia betrieben. Zwei weitere Strecken machten die Kleinstadt zum Eisenbahnknoten. Die eine, ebenfalls 1854 eröffnet, führte nach Great Yarmouth, die andere, die Waveney Valley Railway, seit 1863 über Bungay nach Tivetshall. Beide wurden in den 1960er Jahren geschlossen und sind später abgebaut worden. Ebenfalls dem öffentlichen Verkehr dienen mehrere regionale Buslinien. Lokale Verkehrsbedürfnisse werden durch ein bürgerbusähnliches System abgedeckt, dessen Einzugsbereich auch das einige Kilometer flussaufwärts gelegene Städtchen Bungay umfasst. Der zentrale Omnibusbahnhof der Stadt befindet sich am Old Market.
Ein 1942 für die US-amerikanische Luftwaffe erbauter Militärflugplatz im südöstlich gelegenen Ellough fungierte später als Heliport für Bau und Versorgung der für die Förderung der vor der Küste gelegenen Öl- und Gasvorkommen benötigten Bohrplattformen. Er firmiert heute unter der Bezeichnung Beccles Airfield und dient dem privaten Luftverkehr mit Kleinflugzeugen sowie für Trainingsflüge.

## Bekannte Einwohner

### Geboren in Beccles
- Grantly Dick-Read (1890–1959), Gynäkologe
- Stephenson Percy Smith (1840–1922), neuseeländischer Landvermesser und Ethnologe
- Tim Buck (1891–1973), kanadischer Politiker
- John Fowler (* 1937), Maler
- Stuart Youngman (* 1965), Fußballspieler
- Chris Martin (* 1988), schottischer Fußballspieler

### Gelebt in Beccles
- Catherine Suckling und Edmund Nelson, die Eltern des späteren Admirals Horatio Nelson, heirateten 1749 in Beccles und lebten vor dessen Geburt einige Jahre dort.